# پگلزهم
پگلزهم (به انگلیسی: Paglesham) یک روستا و محله مدنی در بریتانیا است که در Rochford واقع شده‌است. پگلزهم ۲۴۶ نفر جمعیت دارد.